# Calostoma naaxtututs
Calostoma naaxtututs — вид базидієвих грибів родини склеродермові (Sclerodermataceae). Описаний у 2023 році.

## Назва
Видова назва naaxtututs перекладається з мови міхе як «земляне яйце» через схожий на яйце смак гриба.

## Поширення
Ендемік Мексики. Росте у горах Сьєрра-Міхе у штаті Оахака на півдні країни.

## Опис
Відрізняється від інших видів Calostoma товстим драглистим екзоперидієм, стійким, гіаліновим, завтовшки 3 мм; розмір базидіоспор (9,3)9,9–13,8(14,6) × (7,0)7,3–10,8(11,7) мкм, Q= 1,08–1,71 мкм; Qm= 1,27 мкм; розмір ніжки: 0,5–1,5 см у висоту × 0,3–1,0 см у діаметрі.

## Використання
Гриб використовується у їжу індіанцями з народу міхе.